# Gudang (köpinghuvudort i Kina, Zhejiang Sheng, lat 30,28, long 120,12)
Gudang är en köpinghuvudort i Kina. Den ligger i provinsen Zhejiang, i den östra delen av landet, nära eller i provinshuvudstaden Hangzhou. Antalet invånare är 67 349. Befolkningen består av 33 427 kvinnor och 33 922 män. Barn under 15 år utgör 10,0 %, vuxna 15-64 år 81 %, och äldre över 65 år 7,0 %.
Runt Gudang är det mycket tätbefolkat, med 5 206 invånare per kvadratkilometer. Närmaste större samhälle är Hangzhou, 4,5 km öster om Gudang. Runt Gudang är det i huvudsak tätbebyggt.
Genomsnittlig årsnederbörd är 1 869 millimeter. Den regnigaste månaden är juni, med i genomsnitt 328 mm nederbörd, och den torraste är november, med 74 mm nederbörd.